# Zhyrasuchus
Zhyrasuchus es un género extinto de crocodilomorfo que puede haber sido un eusuquio perteneciente a la familia moderna de los crocodílidos, pero es solo conocido de material fragmentario que incluye un hueso frontal (uno de los huesos de la bóveda craneana). Sus fósiles fueron hallados en sedimentos que datan de la época del Coniaciense (Cretácico Superior) de la Formación Bissekty en Dzharakhuduk, Uzbekistán. Zhyrasuchus fue descrito en 1989 por Lev Nesov y colaboradores. La especie tipo es Z. angustifrons. Una revisión publicada en 2000 por Glenn Storrs y Mikhail Efimov no pudo determinar si Zhyrasuchus y el género contemporáneo Tadzhikosuchus estaban relacionados, o si incluso eran sinónimos, debido a los escasos fósiles disponibles.